# Cibotogaster enderleini
Cibotogaster enderleini är en tvåvingeart som beskrevs av Kertesz 1914. Cibotogaster enderleini ingår i släktet Cibotogaster och familjen vapenflugor. Inga underarter finns listade i Catalogue of Life.